# Nezumia kensmithi
Nezumia kensmithi is een straalvinnige vissensoort uit de familie van rattenstaarten (Macrouridae). De wetenschappelijke naam van de soort is voor het eerst geldig gepubliceerd in 2001 door Wilson.